# La esfinge de Roscoff
L'Esfinx de Roscoff és una pintura a l'oli sobre tela feta per Josep Nogué Massó i que es conserva a l'exposició permanent del Museu d'Art Modern de la Diputació de Tarragona. Es tractava d'un tríptic del que actualment la part central i la tercera peça són les que s'exposen al museu. L'obra central té unes mides de 155 × 180 cm i el lateral 145 × 85 cm. La primera de les peces, on apareixia la firma de Josep Nogué Massó, desaparegué i no se'n coneix la localització actual.

## Història
El 1907 Josep Nogué obté la beca de pensionat a Roma per part de l'Acadèmia Espanyola a la capital italiana. Durant el període 1907-1909 Nogué restarà a Roma treballant en el seu taller i formant-se com a pintor. A Madrid no pogué practicar gaire el gènere paisatgista i fou a Itàlia on el millorà hi arribà a les seves màximes expressions.
L'any 1910 ja casat amb Maria Vallejo, Nogué decideix ampliar els seus horitzons i fugir d'Itàlia i traslladar-se una temporada amb la seva esposa a la costa de la Bretanya al Nord de França. Nogué s'establí a la ciutat costanera de Roscoff. Una població amb una costa molt retallada i força pintoresca que atrapà ràpidament al pintor colomí. L'artista s'instal·la a la casa d'un mariner de l'armada francesa ja retirat.
Nogué en aquestes obres de joventut beurà de les fonts dels artistes francesos del moment com ell mateix explica a les seves memòries. Per la realització i solucionar les formes de tríptic de l'esfinx de Roscoff Josep Nogué seguirà les tipologies pictòriques i formals de Henri Martin.
A banda del tríptic de l'esfinx de Roscoff Josep Nogué i Massó realitzà una sèrie d'apunts i obres de petit format agafades del natural per mostrar la realitat i el paisatge d'aquesta zona francesa.

## Descripció
Realitzada l'any 1910, originalment formada per tres plafons, en l'actualitat li manca la part lateral esquerra. Es tracta d'una panoràmica de l'escarpada costa de Bretanya, més concretament la localitat de Roscoff, amb un penya-segat conegut per l'estranya similitud de la seva morfologia natural amb Esfinx de Guiza, una visió romàntica i intensament malenconiosa en la qual Nogué va saber traslladar al llenç, amb un admirable encert, l'atmosfera boirosa i l'irascible oceà d'aquest enclavament singular del litoral atlàntic francès.
Una de les característiques d'aquesta obra és el tractament que l'artista dona a la pintura, configurant la superfície del cel a partir de la tècnica del divisionisme (tècnica consistent en aplicar petites taques de color que observades a certa distància donen sensació de conjunt) típica dels neoimpressionistes. Que Nogué coneixerà al seu pas per París direcció a la Bretanya. La recerca pictòrica de Josep Nogué, motivada per l'estudi de la llum, serà una constant que definirà l'evolució del seu treball. L'autor s'aprofità d'aquesta tècnica per millorar la seva representació dels espais il·luminats directament per una font a l'interior de l'obra com per exemple a Tierra Franciscana.